# Минахаска забулена сова
Минахаската забулена сова (Tyto inexspectata) е вид птица от семейство Забулени сови (Tytonidae). Видът е световно застрашен, със статут Уязвим.

## Разпространение и местообитание
Разпространен е в Индонезия.